# 玉山鸿园
28°40′25″N 118°14′19″E / 28.67361°N 118.23861°E
玉山鸿园位于中国江西省上饶市玉山县冰溪镇今玉山县第一中学内，于2006年被列为江西省文物保护单位。
鸿园又称张家花园，由清末玉山巨富张子鸿（安徽旌德人）营建，故名鸿园，占地2万余平方米。光绪二十九年四月，在鸿园内创办官立高等小学。1939年秋，在鸿园内创办玉山一中。今尚存石舫、旱船、水榭及一口荷塘。